# 성경 (불교)
성경(聲境)은 불교에서 이근(耳根)의 세력이 미치는 범위이자 이근의 인식작용의 대상을 가리키는 말이다. 즉, 귀의 인식 대상인 소리를 뜻한다. 《구사론》에 따르면, 소리는 8종으로 분류된다. 

## 분류
설일체유부의 교학에 따르면, 성경은 아래 목록과 같이 분류되어 최종적으로 8종이 있다. 즉, 분류 기준으로 
유정 · 비유정의 소리,
언어적 · 비언어적 소리,
즐거운 · 불쾌한 소리 의 기준이 적용되고 있다. 이 8종의 분류는 결국 듣기 좋은 소리인지 아닌지를 8종으로 세분한 것일 뿐인데, 소리에 대한 마음의 반응은, 크게 보면, 단순한 소리이건 음율이 담긴 소리이건 뜻이 담긴 말이건 간에 듣기 좋은가 아닌가에 좌우되기 때문이다.
- 유정(有情, 생물체: 예를 들어, 사람·동물)이 내는 소리
  - 언어적인 소리
    - 즐거운 소리: (예) 사람이 [입을 통해] 내는 노래소리
    - 불쾌한 소리: (예) 사람이 [입을 통해] 내는 꾸짖는 소리

  - 비언어적인 소리
    - 즐거운 소리: (예) 사람이 장단에 맞추어 내어 손뼉소리
    - 불쾌한 소리: (예) 사람이 주위를 환기시키기 위해 내는 손뼉소리
- 비유정(非有情, 무생물체: 예를 들어, 귀신·악기·바람·숲·강)이 내는 소리
  - 언어적인 소리
    - 즐거운 소리: (예) 귀신이 [입을 통해] 내는 부드러운 소리
    - 불쾌한 소리: (예) 귀신이 [입을 통해] 내는 꾸짖는 소리

  - 비언어적인 소리
    - 즐거운 소리: (예) 악기가 내는 협화음의 소리
    - 불쾌한 소리: (예) 악기가 내는 불협화음의 소리, 천둥 소리

### 유정 · 비유정의 소리
《구사론》에서는 유정 · 비유정의 소리라고 말하지 않고, '유집수 대종(有執受 大種)에 근거한 소리'와 '무집수 대종(無執受 大種)에 근거한 소리'라는 표현을 사용하고 있다.
유집수(有執受)는 '감각[受 또는 情]이 있다'는 것을 말하며, 대종(大種)은 지·수·화·풍 4대종을 말한다. 따라서, 유집수 대종(有執受 大種)의 극미들이 모여서 형성되는 몸은 '감각[受 또는 情]을 가진' 몸이 되며, 이는 곧  유정(有情), 즉 사람·동물 등의 생물의 몸이다. 마찬가지로, 무집수 대종(無執受 大種)으로 형성되는 몸은 '감각[受 또는 情]을 가지지 않는' 몸이 되며, 이는 곧 비유정(非有情), 즉 귀신·악기·바람·숲·강 등의 무생물의 몸이다. '유집수 대종(有執受 大種)에 근거한 소리'는 결국 유정(有情)이 자신의 몸 또는 몸의 일부를 이용해 내는 온갖 소리를 말한다. 즉, 입을 통해 나오는 언어적인 소리인 말[言]이나, 두 손을 이용해 나오는 비언어적인 소리인 손뼉 등의 모든 소리를 말한다. '무집수 대종(無執受 大種)에 근거한 소리'는 귀신·악기·바람·숲·강 등의 비유정(非有情)이 자신의 몸 또는 몸의 일부를 이용해 내는 온갖 소리를 말한다. 결론적으로, 유집수는 유정을, 무집수는 비유정을 뜻한다.

### 언어적 · 비언어적 소리
《구사론》에서는 언어적 · 비언어적 소리라고 말하지 않고, 유정명성(有情名聲)과 비유정명성(非有情名聲)이라는 표현을 사용하고 있다. 유정명성(有情名聲)은 '유정(有情)의 개념[名]적인 소리[聲]'라는 뜻으로, 따라서 사람의 말[言]처럼 의미를 가진 소리를 말한다. 따라서, 비유정(非有情) 중에서 귀신이 하는 말도 유정명성(有情名聲)에 속한다. 비유정명성(非有情名聲)은 비유정이 말하는 개념적인 소리라는 뜻이 아니라, 유정명성(有情名聲)인 아닌 소리를 뜻한다. 단순하게 말하자면, 사람이건 귀신이건 입이 있는 존재가 하는 말[言]은 유정명성(有情名聲)이고 그밖의  모든 소리는 비유정명성(非有情名聲)이다. 따라서, 유정명성(有情名聲)을 언어적 소리, 비유정명성(非有情名聲)을 비언어적 소리라고 할 수 있다.

### 즐거운 · 불쾌한 소리
《구사론》에서, 즐거운 소리의 한자어는 가의성(可意聲: 문자 그대로는 '마음에 드는 소리')이며, 불쾌한 소리의 한자어는 불가의성(不可意聲: 문자 그대로는 '마음에 들지 않는 소리')이다.

## 참고 문헌
- 이 문서에는 다음커뮤니케이션(현 카카오)에서 GFDL 또는 CC-SA 라이선스로 배포한 글로벌 세계대백과사전의 내용을 기초로 작성된 글이 포함되어 있습니다.
- 권오민 (2003). 《아비달마불교》. 민족사.
- 세친 지음, 현장 한역, 권오민 번역. 《아비달마구사론》. 한글대장경 검색시스템 - 전자불전연구소 / 동국역경원. |title=에 외부 링크가 있음 (도움말)
- 운허.  동국역경원 편집, 편집. 《불교 사전》. |title=에 외부 링크가 있음 (도움말)
- (중국어) 星雲. 《佛光大辭典(불광대사전)》 3판. |title=에 외부 링크가 있음 (도움말)
- (중국어) 세친 조, 현장 한역 (T.1558). 《아비달마구사론(大乘百法明門論)》. 대정신수대장경. T29, No. 1558, CBETA. |title=에 외부 링크가 있음 (도움말)